# 恋人以上・嫁未満
『恋人以上♡嫁未満』（こいびといじょうよめみまん）は、いとうえいによる日本の漫画。『ヤングチャンピオン烈』（秋田書店）にて、2013年No.1から2016年No.3まで連載。

## あらすじ
平凡な人生を歩みたいと思っていた高遠和也の元に、自らの出自を教えられ、2つの大財閥の分家筋から2人のお嬢様が許嫁として送り込まれ、和也に婚姻を求める。最初は平凡な人生を歩みたいと拒絶するが、2人のアピールに徐々に、和也は2人に対する思いは強くなっていく。また、2人も家の決まりのための政略結婚であるが、和也の人柄に触れて思いが強くなっていく。さらに幼馴染みの浅井美穂、ご近所の未亡人の斎藤志保理も巻き込んで物語はカオスになっていく…。最終的に2つの財閥に親が戻り、先に妊娠した方が和也の嫁となるという決着を付けるが、和也は沙耶、雪乃、美穂の3人と性交渉して、妊娠し、それぞれ3人の子宝に恵まれる。

## 登場人物
高遠和也（たかとお かずや）
主人公。平凡な人生を送ろうとしていた高校生2年生将来の夢は公務員。実は日本有数の二大財閥の後継者。そのためそれぞれのお嬢様からアプローチを受ける。家事は得意で一通りできる。アプローチを受ける内に3人に惹かれて、最終的に沙耶、雪乃、美穂の3人を事実婚関係となる。
鷹遠沙耶（たかとお さや）
鷹遠家の分家筋の娘。いくつもの企業を展開する資産家の家柄で洋風のお嬢様。高飛車な言動や気の強い行動を取る。料理や家事は全然ダメ。
北条雪乃（ほうじょう ゆきの）
北条家の遠縁の娘。伝統や格式のある家柄のお嬢様。おっとりとした性格で、いかにも大和撫子の女子。和装が普段着なので下着を着けたことがない。料理や家事は全然ダメ。
浅井美穂（あさい みほ）
和也の幼馴染。密かに和也の想いを寄せている。
斎藤志保理（さいとう しおり）
和也が幼い頃から近所付き合いしている未亡人。和也の料理の先生である。和也にとってファーストキスの相手で初恋の人間。和也が寝てる隙に和也と性行為をしたこともあるが、最終的に和也とは結ばれなかった。だが、和也に似た拓也という子供がいる。
高遠 和臣（たかとお かずおみ）
和也の父親。仕事はしておらず、婿養子になることを交渉材料に親の仕送りで生活していた。金遣いが荒い。
高遠 雅子（たかとお まさこ）
和也の母親。仕事はしておらず、実家の資材を交渉材料に親の仕送りで生活していた。金遣いが荒い。

## 書誌情報
- いとうえい 『恋人以上♡嫁未満』 秋田書店〈ヤングチャンピオン烈コミックス〉、全4巻
  1. 2014年3月20日発売[1]、ISBN 978-4-253-25668-1
  2. 2016年7月29日発売[2]、ISBN 978-4-253-25669-8
  3. 2017年1月27日発売[3]、ISBN 978-4-253-25670-4
  4. 2017年5月29日発売[4]、ISBN 978-4-253-25668-1